# Sportplatz am Rothenbaum
Der Sportplatz am Rothenbaum war ein Fußballplatz im Hamburger Stadtteil Rotherbaum, der bis zu seinem Abriss 1997 vom Hamburger SV genutzt wurde. In nördlicher Richtung und unmittelbarer Nähe liegt das Tennisstadion am Rothenbaum, in südlicher die Universitätssportanlage.

## Geschichte
Am 1. November 1910 pachtete der „Hamburger Fußball-Club von 1888“ ein Gelände zwischen der Rothenbaumchaussee im Westen und der damals parallel dazu verlaufenden Heimhuder Straße im Osten, dem Turmweg im Süden und einem dazu parallel verlaufenden Fußweg im Norden. Auf diesem Gelände wurden zwei Spielplätze angelegt, ein großer mit einem Streifen von 3 m Breite zum Spielfeld und ein kleiner dahinter. An einer Seite war eine 200 m lange Bahn für das Training von Leichtathleten angelegt. Am 10. September 1911 wurde der (größere) „Sportplatz am Rothenbaum“ vor ca. 1500 Zuschauern mit einem Spiel gegen Holstein Kiel eingeweiht. Während des Ersten Weltkrieges wurde der Sportplatz beschädigt, da er u. a. als Exerziergelände genutzt wurde.
Am 2. Juni 1919 schlossen sich der „Hamburger Sport-Verein 88“ (bis 26. Februar 1914 „Hamburger Fußball-Club von 1888“) mit dem „Sport-Club „Germania“ von 1887“ und dem „Fußball-Club Falke 06“ zum Hamburger Sport-Verein e. V. (verkürzt HSV) zusammen. Gespielt wurde auf dem Sportplatz am Rothenbaum. Dieser wurde nach dem Ende des Ersten Weltkrieges mit hohem finanziellen Aufwand wiederhergestellt. Die sportlichen Erfolge des noch jungen HSV brachten mehr Geld in die Vereinskasse. So konnte der Sportplatz in den nächsten Jahren immer weiter zu einer modernen „Kampfbahn“ erweitert werden. 1921 erhielt der Rasen eine Drainage. 1922 standen 30.000 Plätze zur Verfügung, davon 1800 Sitzplätze auf den Bänken rund um den Platz. Auf allen vier Geraden wurden Zementstufen eingebaut. 1924 wurde das Gelände am Rothenbaum wiederum erweitert und am 3. August vor mehr als 27.000 Zuschauern im Spiel gegen den Deutschen Meister 1. FC Nürnberg offiziell neu eingeweiht.(1:1)
1937 wurden überdachte Tribünen an beiden Längsseiten errichtet, die eine fasste 1500 Sitzplätze und die Gegenseite 9500 Stehplätze. Kein anderes Stadion bot zu der Zeit mehr überdachte Plätze, außerdem war die Anlage damals die größte vereinseigene Anlage in Deutschland.
Auch nach dem Zweiten Weltkrieg trug der HSV hier weiter seine Heimspiele aus. Nur zu Meisterschaftsendspielen zog man wegen der größeren Zuschauerkapazität zum 1925 erbauten Altonaer Stadion und zum 1953 an gleicher Stelle errichteten Volksparkstadion. Mit der Einführung der Bundesliga 1963 musste der HSV sein Zuhause am Rothenbaum jedoch räumen und zog fest in den Volkspark, denn der DFB untersagte den Spielbetrieb auf dem Traditionsgelände, obwohl das Fassungsvermögen für die Hälfte der Bundesligaspiele gereicht hätte. Im August 1972 kehrte der HSV für die Gruppenspiele des DFB-Ligapokals 1972/73 kurzzeitig an den Rothenbaum zurück. Darunter war auch das 82. Stadtderby gegen den FC St. Pauli; mit 46 Spielen ist der Rothenbaum bis heute der häufigste Spielort dieses Duells.
In der Nähe des Stadions lag an der Ecke Hallerstraße das Vereinshaus des HSV, das Ähnlichkeit mit einer Burg aufwies und deshalb den Spitznamen „Burg“ trug. Das Haus beherbergte auch die Umkleideräume für das Stadion, sodass die beiden Mannschaften kurz vor dem Spiel durch eine von Polizei- und Ordnungskräften gebildete Gasse aus der „Burg“ über die Rothenbaumchaussee zum Stadion gingen und dafür auch die dort verkehrende Straßenbahn angehalten wurde. Das HSV-Vereinshaus wurde im November 1989 für 9,3 Millionen D-Mark verkauft, um die angespannte wirtschaftliche Lage des Vereins zu lindern. Durch den Verkauf verlor der HSV nach Einschätzung des Hamburger Abendblatts „ein weiteres Stück seiner Heimat“.
Als das Volksparkstadion Anfang der 1970er Jahre für die WM 1974 renoviert wurde, gab es wieder einige Punktspiele am Rothenbaum. 1974/75 wurde auch dieser für 60.000 DM ein wenig renoviert. 1980 wurde die Südtribüne durch einen Orkan zerstört und nicht wieder aufgebaut. Am 19. August 1989 fand schließlich das letzte Pflichtspiel einer Profimannschaft am traditionsreichen Sportplatz am Rothenbaum statt, der HSV verlor in der ersten Runde des DFB-Pokals gegen den damaligen Zweitligaaufsteiger MSV Duisburg mit 2:4. Überschattet wurde das Spiel vor 6000 Zuschauern durch Gewalttätigkeiten einer rund 100-köpfigen Gruppe von Randalierern, die einen Zugang am Turmweg aufbrach, sich damit Zutritt zum Stadion verschaffte und dort Duisburger Anhänger angriff. Es kam unter der Zuschauerschaft zu Fluchtbewegungen, mehrere Menschen liefen auf den Platz. Die Partie stand vor dem Abbruch, wurde aber fortgesetzt. Vor dem Spiel hatten gewaltbereite Duisburger und Hamburger zum „Sturm auf den Rothenbaum“ aufgerufen, woraufhin ein großes Polizeiaufgebot in die Spielstätte geschickt wurde, das nach den Angriffen unter anderem hinter dem Tor der Gastgeber Aufstellung nahm. HSV-Schatzmeister Ernst-Otto Rieckhoff äußerte kurz nach dem Abpfiff, dass es nie mehr ein Pflichtspiel am Rothenbaum geben werde. Danach spielten dort nur noch die HSV-Amateure, die A-Jugend und Damenmannschaft. Der Hamburger Sportjournalist Manfred Heun beschrieb das Stadion im August 1989 als einstige „Kultstätte des Fußballs“ und als „ein Stück Hamburg(s)“. „Es gab eine Atmosphäre, die damals ihresgleichen suchte“, schrieb Heun. Im Februar 1991 bestritt der HSV vor rund 1000 Zuschauern noch ein Freundschaftsspiel (1:0) gegen Brøndby IF auf dem Platz. Anfang August 1995 veranstaltete der HSV auf dem Platz am Rothenbaum ein öffentliches Training der Bundesligamannschaft, dem rund 1200 Menschen beiwohnten. 1995 wurde für 175 000 D-Mark noch eine Tribüne für das Stadion angeschafft.
Das letzte Spiel am Rothenbaum fand am 27. Oktober 1996 statt, als die HSV-Amateure in der drittklassigen Regionalliga Nord den VfL Osnabrück empfingen. Diesem letzten Spiel wohnten rund 400 Zuschauer bei, das letzte Pflichtspieltor auf dem Sportplatz erzielte Dirk Weetendorf. Am 3. November 1996 fand vor 2000 Zuschauern eine Abschiedsveranstaltung in dem Stadion statt, in deren Rahmen eine HSV-Mannschaft (gebildet aus Spielern der Meisterelf von 1960, Vorstandsmitgliedern und Mitarbeitern der Geschäftsstelle) gegen eine Auswahl Hamburger Pressevertreter antrat.

## Abriss

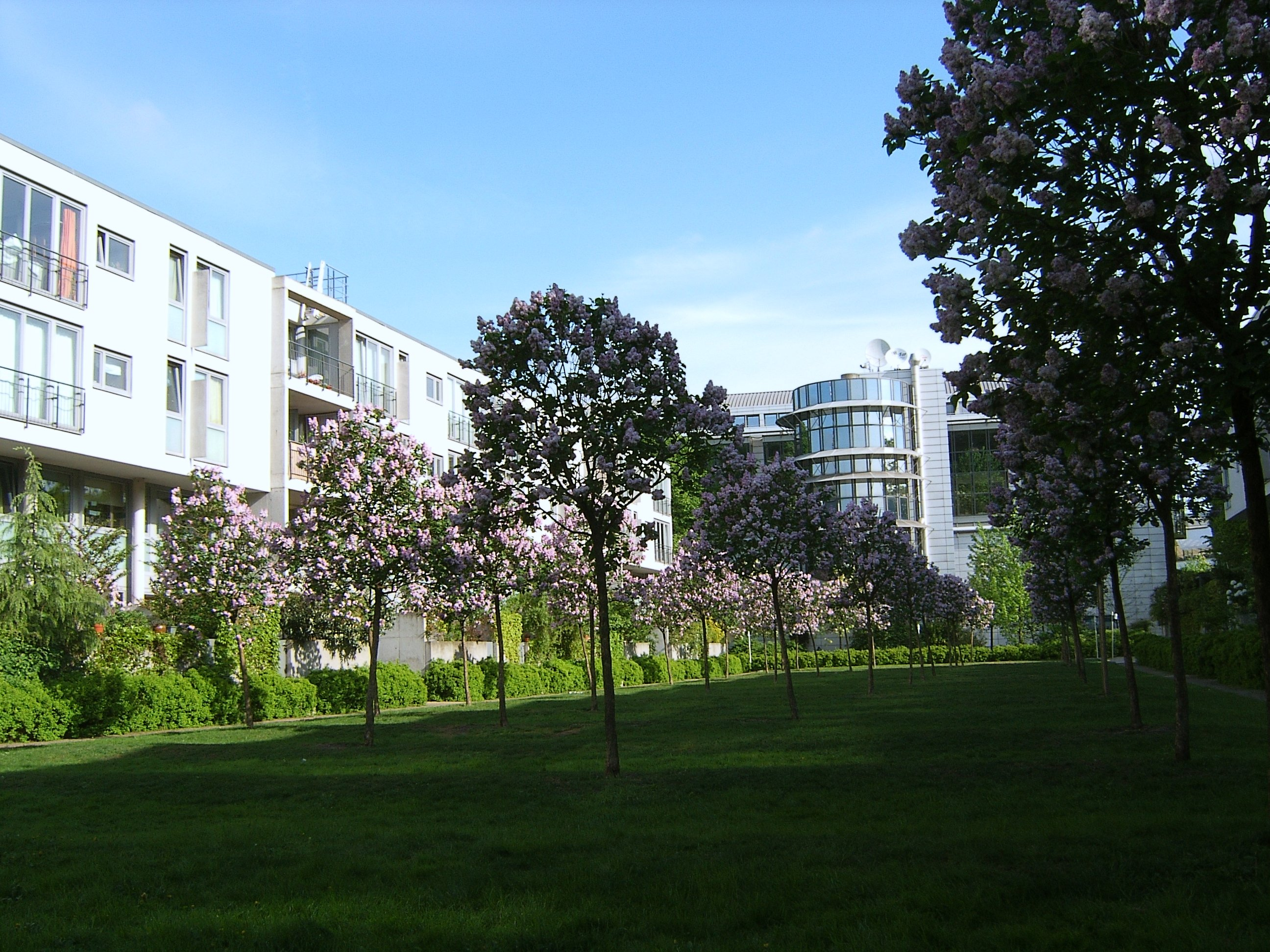
Wohn- und Bürogebäude auf dem früheren Stadiongelände

Laut Aussage des damaligen Leiters des damaligen Hamburger Sportamtes, Heiner Widderich, im Jahr 1992, kam „das ursprüngliche Antippen für eine anderweitige Nutzung des Geländes“ vom ehemaligen HSV-Vereinsvorsitzenden Wolfgang Klein.
Der Sportplatz am Rothenbaum verfiel mit der Zeit immer mehr, die Ostkurve wurde gesperrt, und auch Teile der Holztribüne wurden unzugänglich und schließlich 1992 auch gesperrt. Für eine umfangreiche Renovierung fehlten dem sportlich und finanziell angeschlagenen HSV die Mittel.
Im Februar 1991 gelangte ein vertrauliches Gesamtplanungskonzept des Hamburger Bausenators Eugen Wagner an die Öffentlichkeit, der einen Abriss des Sportplatzes am Rothenbaum und eine Bebauung der Fläche mit Wohnungen vorsah. Die Reaktion des damaligen HSV-Vorsitzenden Jürgen Hunke wurde vom Hamburger Abendblatt mit den Worten „Das wäre der Dolchstoß!“ sowie „ein Skandal, wie es schlimmer nicht geht“ und in Anspielung auf das vom Verein außerhalb Hamburgs genutzte Gelände „Dann könnten wir den HSV in Sport-Verein Norderstedt umbenennen“ wiedergegeben. Der Hamburger Sportbund in Person seines Vorsitzenden Friedel Gütt kritisierte das Bebauungsvorhaben als Vernichtung der „letzten innerstädtischen Sportfläche“.
Im November 1991 wurde unter dem Arbeitstitel „Sportpark Rothenbaum“ das Vorhaben vorgestellt, auf dem Gelände einen Kunstrasenplatz sowie ein kleines Tennisstadion, eine neue HSV-Geschäftsstelle sowie eine Grünanlage zu errichten. Hinter dem Vorhaben stand neben dem HSV auch der Hamburger Sportbund, der Deutsche Tennis Bund sowie die Sportfakultät der Universität Hamburg. Die Politik befürwortete dagegen eine Umwandlung des Geländes in Wohnraum.
Im Mai 1992 entschied der Hamburger Senat, den Sportplatz am Rothenbaum mit Wohnungen und Geschäftsräumen bebauen zu lassen, wodurch das Ende eines Stücks Hamburger Sportgeschichte besiegelt wurde. Im Juni 1993 erhielt der Entwurf des Berner Architektenbüros Atelier 5 im Ideenwettbewerb zur Bebauung des Geländes den Zuschlag. Der HSV teilte dem Hamburger Bürgermeister Henning Voscherau mit, einen Gönner an der Hand zu haben, der bereit sei, eine Millionenspende zu tätigen, um das Gelände für den Verein zu erhalten und am Stadion Erneuerungsarbeit durchführen zu können. Trotz großer Bemühungen des HSV, das Gelände unter Denkmalschutz zu stellen, erfolgte 1997 der endgültige Abriss. Auf dem ehemaligen Gelände des HSV wurden Büro- und Wohngebäude errichtet.